# ジヤトコ・JR710E/JR711E

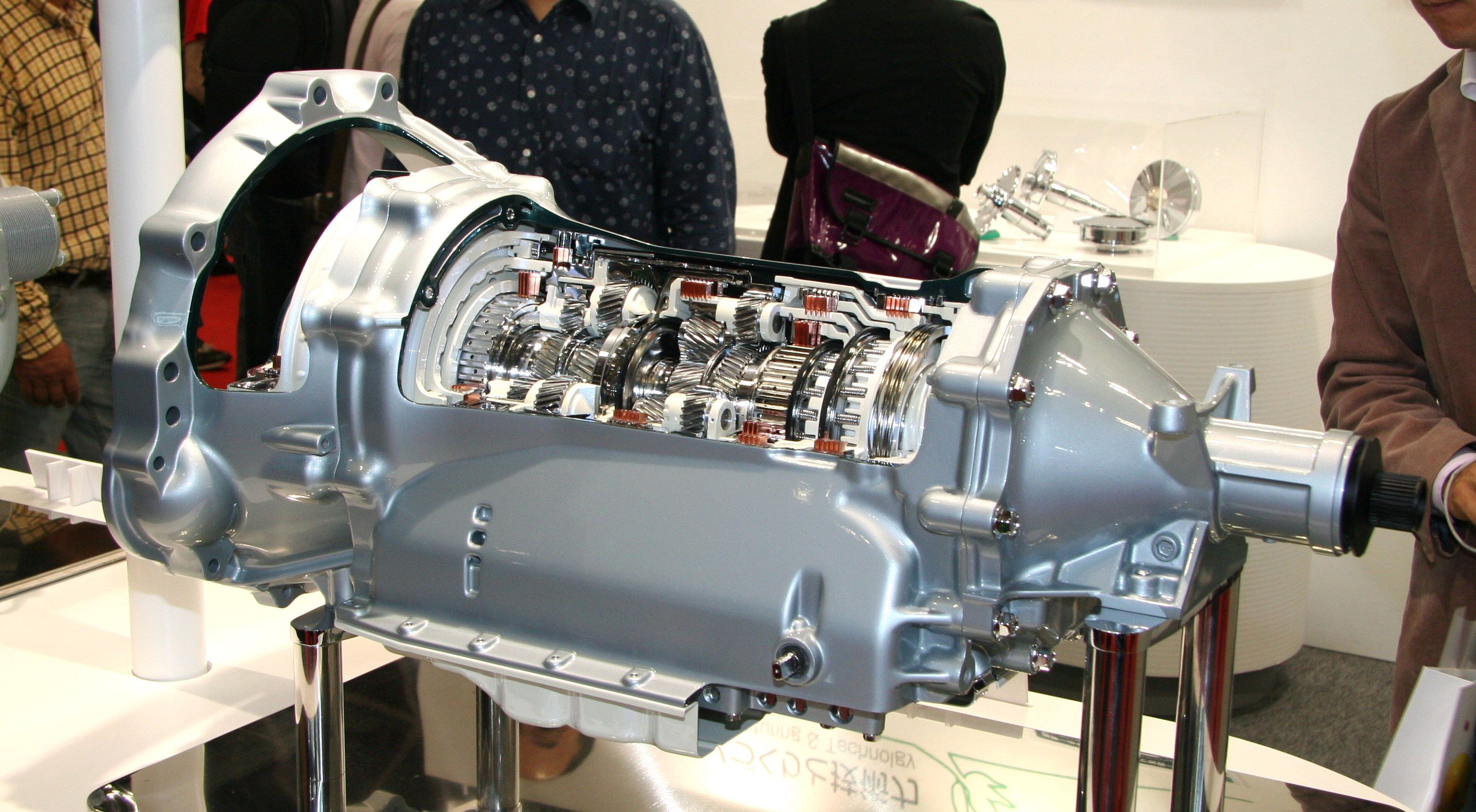
JR710E/JR711E

JR710E/JR711Eは、ジヤトコが製造している中・大型後輪駆動、およびそれをベースとした四輪駆動車用7速オートマチックトランスミッションである。

## 概要

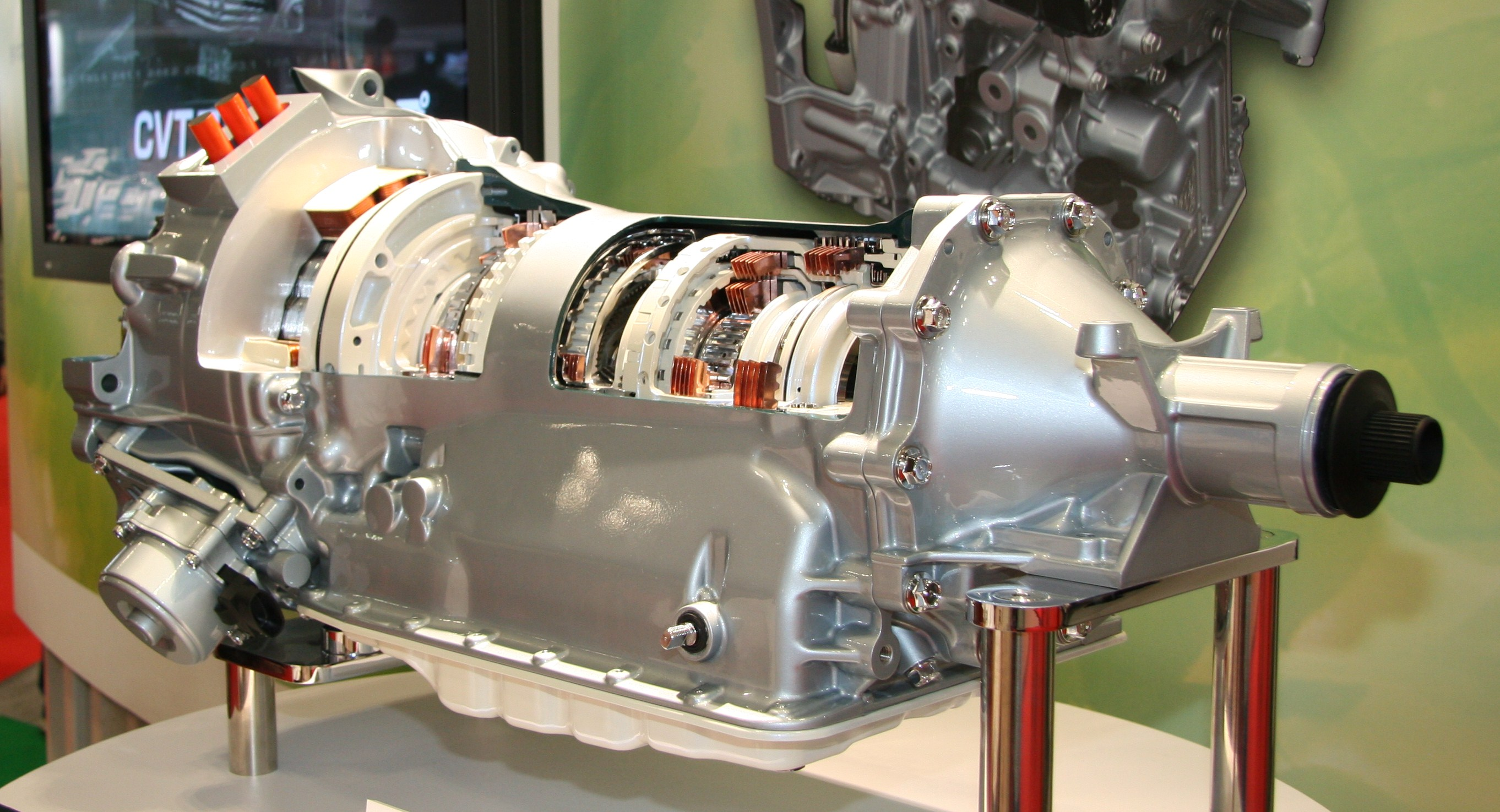
ハイブリッド車用7速AT

2008年3月5日に発表、同年6月に発売されたインフィニティ・FX35/FX50に初搭載された。日本国内ではZ34型フェアレディZに初めて搭載された。
それまでは日産製FR車のATには全てJR507E型5速ATが搭載されていたが、JR710E/JR711E開発後は順次これに変更されている。なお、このトランスミッションは一部JR507E型と部品を共通化してコスト削減を図っており、またJR507E型同様にアダプティブシフトコントロールやシンクロレブコントロール機能が採用されている。Z34型フェアレディZやスカイライン400Rなどの一部ハイエンドモデルに搭載されているモデルは7M-ATxと呼ばれており、スポーツ走行に向いたセッティングとなっている。
中トルク容量と大トルク容量の2種類がラインアップされ、トルク400N·m (40.8kgf·m) まで対応するものがJR710E型、600N·m (61.2kgf·m) まで対応するものがJR711E型である。
また、この7速ATをベースに、フーガハイブリッドなどに搭載されるハイブリッドFR車用トランスミッション（JR712E型）も開発されている。

## 搭載車
搭載車はすべて日産自動車製のFR車である。
- Z34型フェアレディZ
- V36型スカイラインセダン
- V37型スカイラインセダン
- V37型スカイライン400R
- CV36型スカイラインクーペ（2008年12月-）
- スカイラインクロスオーバー
- Y51型フーガ
- Y51型シーマ
- E26型キャラバン（2021年10月-）

以下は日産自動車の高級車ブランド、インフィニティのモデル。
- G（2008年秋-）
- M（2008年9月-）
- EX37
- FX35/FX50
- QX80